# Макеева, Алина Демьяновна
Али́на Демья́новна Маке́ева (род. 18 ноября 1935, Халкидон, Черниговский район, Приморский край, СССР) — советский и российский библиотековед. Директор Российской государственной библиотеки для слепых (1985—2008). Заслуженный работник культуры РСФСР. Награждена Орденом Почёта (1996).

## Биография
Родилась 18 ноября 1935 года в Халкидоне.
В 1953 году поступила в Харьковский библиотечный институт, окончила его в 1958 году.
В 1973 году принята на работу в Республиканскую ЦБ для слепых (РГБС) в качестве библиотекаря. В 1985 году избрана на должность директора РГБС и занимала этот пост до выхода на пенсию в 2008 году. В 1991—1992 годы под её руководством разрабатывалась «Система библиотечного обслуживания инвалидов в РФ», предназначавшаяся для всех групп инвалидов.
С 1997 по 2001 год сопредседатель, затем до 2010 года — председатель Секции библиотек, обслуживающих инвалидов, Российской библиотечной ассоциации.

## Признание заслуг
- Заслуженный работник культуры РСФСР[1] (1985[источник не указан 1307 дней]).
- Орден Почёта (1996)[3].
- Медаль Российской библиотечной ассоциации «За вклад в развитие библиотек» (2010)[4].
- Заслуженный работник Всероссийского общества слепых[1].